# Guillermo Cervantes Luro
Guillermo Cervantes Luro (Villa Luro, Buenos Aires; 10 de octubre de 1934- Buenos Aires; 26 de julio de 2019) fue un actor, actor de voz, locutor, productor, financista de películas y presentador televisivo argentino.

## Carrera
Desde chico soñaba con ser locutor a tal punto que se dormía escuchando el programa Discomanía de Raúl Matas, que se emitía por Radio Minería en Chile. Nacido bajo el nombre de Guillermo Woffchuk pensaba que su complicado apellido podía ser un inconveniente en su carrera así que decidió usar un seudónimo: Vivía en Villa Luro, cerca de la calle Magariños Cervantes; así que tomo esos dos nombres y se convirtió en Guillermo Cervantes Luro.
Comenzó su carrera transmitiendo avisos comerciales para una propaladora de San Fernando.  Después, un tío le propuso ser `locutor profesional'y lo conectó con Alberto Ferrara, por entonces jefe de Prensa de Radio El Mundo. Hizo algunas suplencias y en 1952, ingresó al ISER (Instituto Superior de Enseñanza Radiofónica) que se había creado el año anterior.
En 1954 trabajó en Radio Splendid, de la mano de Iván Casadó y luego en Radio Libertad. 
En 1955 le tocó el servicio militar y lo destinaron a Zapala. Pero en uso de licencia, regresó a Buenos Aires y siguió conectado con Radio El Mundo. Al concluir el servicio militar Cervantes Luro inició una dilatada carrera profesional, tomando contacto con agencias de publicidad de primer nivel, lo que lo llevó a transformarse en un locutor destacado de frases comerciales.

## Carrera en radioteatro
En 1957 la actriz y directora Susy Kent, lo convocó para que hiciera los relatos de los radioteatros que protagonizaba. Primero hizo las presentaciones y relatos de la compañía teatral que encabezaba Kent con Mario De Rosa, y posteriormente, del 1960 a 1976, con Violeta Antier, para concluir esa etapa con la dupla Norma Aleandro y Alfredo Alcón. 
En 1959, trabajó en el programa En casa de los Videla, escrito por Alberto Migré que salía al aire por Radio El Mundo, encabezado por Luisa Vehíl, Antuco Telesca y gran elenco. 
También trabajó  en No habrá perdón con Alfredo Alcón, Violeta Antier, Susy Kent y Meneca Norton. 
Condujo entre otros ciclos culturales el programa Con Concierto Tango junto con José Vicente Damiani, por Radio Continental, emitido desde 1987 hasta 1991, el cual ganó el Premio Martín Fierro al mejor programa de música ciudadana. Luego condujo Opus 1030, por Radio Del Plata, un programa de música clásica producido por Marcelo Arce, Memorias, y La gallina verde un ciclo que estuvo al aire por doce años y que impuso un estilo no gritado "para escuchar" con columnistas que provenían del periodismo gráfico.

## Carrera en cine
Cervantes Luro se inició en la actuación cinematográfica en 1960 poniendo la voz en off del prólogo del mediometraje documental Tire Dié con guion y dirección de Fernando Birri . Luego vinieron otras películas como Bicho raro (1965) con Luis Sandrini, Vivir es formidable (1966) con Virginia Luque, Gilda Lousek y Walter Vidarte, Cuando los hombres hablan de mujeres (1967) con Libertad Leblanc, Luis Sandrini, Jorge Salcedo y Jorge Barreiro y Asesinato en el Senado de la Nación (1984) poniéndole nuevamente su voz a la narración. Fue dirigido por Fernando Ayala, Juan José Jusid, Leo Fleider, y Carlos Rinaldi.
Como productor colaboró en dos películas: La mary de 1974 con dirección de Daniel Tinayre y actuaciones de Carlos Monzón y Susana Giménez; y en 1975 con el filme Una mujer dirigida por Juan José Stagnaro con Cipe Lincovsky, Federico Luppi, Soledad Silveyra y Luisa Vehil.

## Carrera en televisión
De elegante presencia, condujo entre otros ciclos, Sábados circulares con Pipo Mancera, Quién es quién un juego basado en descubrir a través de preguntas quién es el auténtico médico o plomero entre personas que simulan serlo y Contraseña, entre muchos otros.
En 1964 fue el anfitrión del Show de Libertad Lamarque. También participó en Señorita Medianoche (1963) y Dos gotas de agua 
 (1964).
El 1 de julio de 1993 inauguró el satélite argentino, NAHUEL 1 y 2, convirtiéndose en la primera imagen que transmitió el mismo.

## Filmografía
Como actor:
- 1984: Asesinato en el Senado de la Nación.
- 1981 "Te rompo el rating"
- 1967: Cuando los hombres hablan de mujeres
- 1966: Vivir es formidable
- 1965: 'Bicho raro
- 1960: Tire Pié.

Como productor: 
- 1975: Una mujer.
- 1974: La Mary